# Albert Einstein
Albert Einstein (n. 14 martie 1879, Ulm, Imperiul German – d. 18 aprilie 1955, Princeton, New Jersey, SUA) a fost un fizician teoretician evreu, născut în Germania, apatrid din 1896, elvețian din 1899, emigrat în 1933 în SUA, naturalizat american în 1940, profesor universitar la Berlin și Princeton. A fost autorul teoriei relativității și unul dintre cei mai străluciți oameni de știință ai omenirii.
În 1921 i s-a decernat Premiul Nobel pentru Fizică.
Cele mai multe dintre contribuțiile sale în fizică sunt legate de teoria relativității restrânse (1905), care unesc mecanica cu electromagnetismul, și de teoria relativității generalizate (1915) care extinde principiul relativității mișcării neuniforme, elaborând o nouă teorie a gravitației.
Alte contribuții ale sale includ cosmologia relativistă, teoria capilarității, probleme clasice ale mecanicii statistice cu aplicații în mecanica cuantică, explicarea mișcării browniene a moleculelor, probabilitatea tranziției atomice, teoria cuantelor pentru gazul monoatomic, proprietățile termice ale luminii (al căror studiu a condus la elaborarea teoriei fotonice), teoria radiației (ce include emisia stimulată), teoria câmpurilor unitară și geometrizarea fizicii.
Cea mai cunoscută formulă a lui Einstein este {\displaystyle E=mc^{2}}, care cuantifică energia disponibilă a materiei. Pe această formulă se bazează atomistica, secțiunea din fizică care studiază energia nucleară.
Einstein nu s-a manifestat doar în domeniul științei. A fost un activ militant al păcii și susținător al cauzei poporului evreu.
Einstein a publicat peste 300 de lucrări științifice și peste 150 în alte domenii.

## Educația

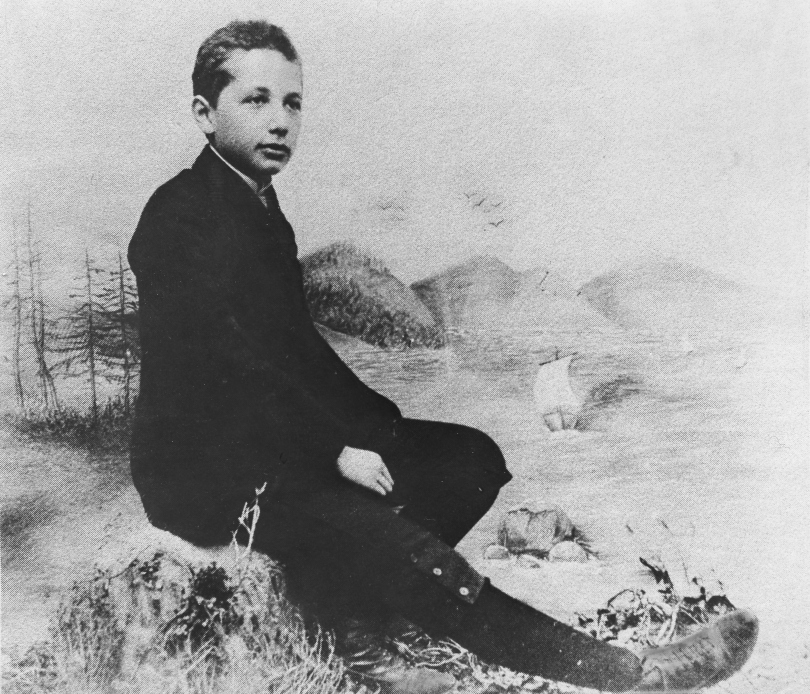
Albert Einstein în 1893 (14 ani),
înainte de a pleca în Italia.

### Copilăria
Einstein s-a născut la 14 martie 1879 la Ulm, în Germania, într-o familie de evrei nepracticanți, fiul lui Hermann (comerciant) și al Paulinei Einstein.
Din copilărie se manifestau tot mai clar înclinațiile sale către dispozitive mecanice și modele fizice, precum și pasiunea și înțelegerea sa pentru matematică.

### München
În 1880 familia lui s-a mutat la München, unde tatăl și bunicul lui și-au deschis un atelier de produse electrice.
În anul 1884, la vârsta de cinci ani, micul Albert a primit de la tatăl său o busolă care l-a fascinat, producându-i - cum avea să declare mai târziu - „o impresie adâncă și de durată", inspirându-i dorința de a cerceta misterele naturii, dorință care îl va urmări toată viața, . La insistențele mamei, la 6 ani, Einstein a luat lecții de vioară și, deși nu era prea pasionat, interpreta cu plăcere lucrări ca „Sonata pentru vioară" a lui Mozart.
Între 1885 și 1888 Einstein a fost trimis la școala elementară catolică din München și, deși părinții săi nu erau religioși, ca o contrapondere, el a primit acasă și lecții de iudaism.
Dorind să-l îndrume către electrotehnică, tatăl său îl înscrie, în anul 1888, la gimnaziul Luitpold din München (astăzi, acest gimnaziu îi poartă numele).
Deși aici erau promovate ideile progresiste ale pedagogiei (era perioada conflictului dintre adepții învățământului clasic, în cadrul căruia se studiau greaca și latina, și cei ai învățământului modern, care avea la bază studiul limbilor moderne), Einstein ura disciplina, rutina și modelul militar pe baza căruia funcționau școlile în acea perioadă, unde profesorii impuneau elevilor respect și supunere absolută. Mai târziu, în scrierile sale, sublinia faptul că, aici, gândirea creatoare era eliminată prin învățarea bazată pe memorare mecanică și lipsită de imaginație.
Un prieten de familie, Max Talmud, student la medicină, îl inițiază pe micul Einstein la vârsta de 10 ani, în anul 1889, în domeniul cunoașterii, împrumutându-i cărțile sale științifice și filozofice și prezentându-i, printre altele, filozofia lui Immanuel Kant (Critica rațiunii pure) și Elementele lui Euclid. Această ultimă lucrare îl impresionează în mod deosebit și ulterior o va denumi „cartea sacră a geometriei”.. De la Euclid, viitorul mare savant va înțelege raționamentul deductiv, ajungând ca la 12 ani să învețe singur întreaga geometrie euclidiană. În scurt timp va continua cu studiul calculului infinitezimal. Autodidact, Einstein învață mai mult acasă decât la școală. La numai 10 ani, Albert începe să studieze singur matematica și științele naturii. Încă de mic copil arătase interes pentru natură precum și abilitate în a înțelege concepte matematice dificile. Era capabil să învețe mai mult de unul singur decât la școală. Metoda autodidactă, dezvoltată încă din copilărie, a continuat să îi folosească pe toată durata anilor de școală. În timp ce interesul său pentru anumite materii plictisitoare era simulat, el era captivat în mod real de fizică și filozofie.
La vârsta de 12 ani (1891) a învățat geometria euclidiană și la 15 ani, rămâne la München pentru a-și încheia anul școlar, în timp ce familia se mută la Pavia, Italia din cauza eșecurilor repetate ale afacerii. Dar după primul trimestru, își urmează familia la Pavia, părăsind școala.

### Elveția
Albert vrea să urmeze învățământul superior dar ratează examenul de admitere la Universitatea Politehnică elvețiană, în anul 1895, ETH (Eidgenössische Technische Hochschule), deși avea note excepționale la matematică și la fizică. Aceste rezultate au fost remarcate de unii profesori care i-au promis că va fi admis la facultate în următorul an, pe baza notelor obținute la examenul de maturitate. Familia îl trimite la Aarau, Elveția pentru a-și completa studiile liceale și pentru a-și lua diploma necesară.
Spre deosebire de atmosfera prusacă din școlile din Germania, la școala elvețiană, profesorii respectau personalitatea elevilor și stimulau libertatea de gândire. Pentru Einstein, anii petrecuți în Elveția au contribuit la socializarea și la exteriorizarea sa, deși avea un caracter introvertit și singuratic.
Aici ia contact cu teoria electromagnetică a lui Maxwell. Einstein începe să viseze și să se aprofundeze în teoriile sale, formulând una din primele sale întrebări teoretice:
„Cum ar fi dacă am putea să controlăm lumina și să călătorim prin intermediul acesteia?"
La 17 ani, în anul 1896, după încheierea studiilor la Aarau, se înscrie la Universitatea Federală Politehnică (ETH) din Zürich care, deși era una dintre instituțiile de învățământ de elită din Europa și dispunea de unul dintre cele mai dotate laboratoare, l-au dezamăgit pe Einstein. Majoritatea profesorilor nu erau la curent cu noile descoperiri ale epocii și predau după vechile principii ale fizicii. Albert urmărea cursurile cu un interes scăzut, iar la orele de laborator citea reviste științifice, în care erau publicate cele mai recente descoperiri și teorii. Lipsea adesea de la ore, folosindu-și întregul timp pentru a studia fizica pe cont propriu sau pentru a cânta la vioară.
Mileva Marić, o colegă sârboaică de la ETH (singura femeie de acolo, studentă la matematici), atrage atenția lui Einstein și acesta se îndrăgostește de ea, în 1898. La 20 de ani (1899), Albert își încheie cea mai mare parte a studiilor și cercetărilor care vor sta la baza teoriilor sale. Einstein este absolvent al ETH, devenind profesor de matematică și fizică în anul 1900. Totuși nu fusese un student prea strălucit, cel puțin din punctul de vedere al profesorilor care aveau o părere negativă despre Einstein (nu îi recomandaseră nici continuarea studiilor).

## Cariera

### Elveția
- 1901: Șomer fiind, caută de lucru. Găsește de lucru ca tutore, meditator și apoi ca profesor la o școală privată în Schaffhausen.
- 1902: Einstein primește o slujbă la Institutul de Patente din Elveția ca examinator de brevete (expert tehnic, clasa a III-a).[31]
- 1905: Einstein primește titlul Doctor în Fizică în cadrul Universității din Zürich, în urma unei dizertații privind determinarea dimensiunilor moleculare.
- 1906: Einstein avansează profesional ajungând examinator (expert tehnic, clasa a II-a) la Biroul de Patente.
- 1908: Obține un post de lector la Universitatea din Berna.
- 1909: Părăsește postul de la Oficiul de Patente deoarece este numit profesor asociat de fizică teoretică la Universitatea din Zürich.
- 1911: Einstein se mută cu familia la Praga și este numit profesor titular la Universitatea Germană de acolo (unde rămâne până în 1912).
- 1912 - 1914: Einstein se mută la Zürich și obține postul de profesor de fizică teoretică la Universitatea ETH și aceasta la recomandarea Mariei Curie, care a remarcat valoarea lucrărilor sale științifice. Aici găsește un mediu favorabil studiilor și cercetărilor sale: i se permite să efectueze orice experiment dorește.

### Berlin
- 1914: Devine director la Institutul Kaiser Wilhelm din Berlin (secția de cercetare în cadrul Academiei Prusiene), dar și profesor de fizică teoretică la Universitatea din Berlin, toate acestea la recomandarea fizicianului german Max Planck.
- 1917: Este numit director la Institutul Kaiser Wilhelm din Berlin
- 1920: Einstein este numit profesor-invitat la Universitatea din Leiden.
- 1921: 5 mai: este ales membru străin al Royal Society

### Princeton
În 1933 ascesiunea naziștilor și a ideologiei antisemite îl determină pe Einstein să emigreze în SUA și astfel că, împreună cu o parte din studenții săi, se stabilește la Princeton, unde va rămâne pentru tot restul vieții.
- 1932: Numit profesor la The Institute for Advanced Study, Princeton.
- 1943: Primește funcția de consultant la Divizia de Cercetare și Dezvoltare, secția Muniții și Explozibili în cadrul Armatei americane.

## Contribuții științifice
Prima sa lucrare științifică o scrie de la vârsta de 16 ani (1894 sau 1895).
Pasionat de cercetarea științifică, studiază lucrările lui Minkowski (care i-a fost profesor), Michelson, Fizeau.
În urma unor publicații, Einstein se impune ca un remarcabil om de știință.
Astfel, în anul 1901 trimite, la revista de fizică Annalen der Physik, o lucrare având ca subiect capilaritatea.

### Annus mirabilis
Anul miraculos al lui Einstein, când se dezvoltă Teoria Relativității, a fost 1905. În acest an, Einstein își dă doctoratul la Universitatea din Zürich cu o teză asupra determinării dimensiunilor moleculare. Dar ceea ce face ca acest an să fie un adevărat annus mirabilis sunt cele cinci scrieri trimise de Einstein la anuarul de fizică german Annalen der Physik:
1. 17 martie: Einstein trimite spre publicare articolul "Un punct de vedere euristic privind producerea și transformarea luminii", în care sugerează (din considerente termodinamice) că lumina poate fi considerată ca fiind compusă din cuante de energie independente. Articolul avea să apară la sfârșitul lunii mai;
2. 30 aprilie: Einstein trimite al doilea articol, în care arată cum se pot calcula Numărul lui Avogadro și dimensiunea moleculelor, studiind mișcarea lor într-o soluție. Acest articol a fost acceptat și ca teza de doctorat, apărând în Annalen der Physik doar în ianuarie 1906. Este pe locul trei ca celebritate, dar pe unul din primele locuri privind numărul de citări de care s-a bucurat în acei ani. Einstein dedică teza de doctorat prietenului său Marcel Grosmann, fost coleg la ETH.
3. 11 mai: Einstein trimite spre publicare articolul său despre mișcarea browniană – "Despre mișcarea particulelor mici suspendate în lichide staționare, conform cerințelor teoriei cinetico-moleculare a căldurii";
4. 30 iunie: Marele articol "Asupra electrodinamicii corpurilor în mișcare"
5. 27 septembrie: Articolul trimis de data aceasta are doar trei pagini și se intitulează "Depinde inerția unui corp de conținutul său energetic?" (Ist die Trägheit eines Körpers von seinem Energiegehalt abhängig?). Articolul conține – conform unui obicei care avea sa se întâlnească frecvent la Einstein - gândurile sale de după publicarea marelui articol despre relativitatea specială.

În 19 decembrie 1905 scrie al doilea articol dedicat mișcării browniene, dar acest articol va fi publicat în ianuarie 1906.

### Mecanica cuantică
Einstein a pus bazele mecanicii cuantice, dar a devenit unul dintre cei mai acerbi critici ai acesteia. Einstein a primit Premiul Nobel pentru elucidarea mecanismului efectului fotoelectric, adică pentru o lucrare de mecanică cuantică.

### Teoria relativității restrânse
Cea de-a patra lucrare importantă publicată de Einstein în 1905, "Asupra electrodinamicii corpurilor în mișcare", conținea ceea ce avea să fie cunoscută mai târziu ca Teoria relativității restrânse, una dintre cele mai celebre contribuții ale sale, în care demonstrează că teoretic nu este posibil să se decidă dacă două evenimente care se petrec în locuri diferite, au loc în același moment sau nu. Ideile de bază au fost formulate de Einstein încă de când avea 16 ani (deci cu 10 ani în urmă).
Încă de la Newton, filozofii naturali (denumirea sub care erau cunoscuți fizicienii și chimiștii) încercaseră să înțeleagă natura materiei și a radiației, precum și felul în care interacționau într-o imagine unificata a lumii. Ideea că legile mecanicii sunt fundamentale era cunoscută drept concepția mecanicistă asupra lumii, în timp ce ideea că legile electricității sunt fundamentale era cunoscută drept concepția electromagnetică asupra lumii. Totuși, niciuna dintre idei nu era capabilă să ofere o explicație coerentă asupra felului cum radiația (de exemplu lumina) și materia interactionează atunci când sunt văzute din sisteme de referință inerțiale diferite, adică interacțiile sunt urmărite simultan de un observator în repaus și un observator care se mișcă cu o viteză constantă.
În primăvara anului 1905, după ce a reflectat la aceste probleme timp de 10 ani, Einstein și-a dat seama ca esența problemei constă nu într-o teorie a materiei, ci într-o teorie a măsurării. Esența acestei teorii speciale a relativității era constatarea că toate măsurătorile timpului și spațiului depind de judecăți asupra simultaneității a două evenimente diferite. Aceasta l-a condus la dezvoltarea unei teorii bazate pe două postulate:
- Principiul relativității, care afirmă că legile fizicii sunt aceleași în toate sistemele de referință inerțiale
- Principiul invariabilității vitezei luminii, care arată că viteza luminii în vid este o constantă universală.

Numai viteza luminii este constantă în orice sistem de referință, lucru preconizat și de teoria lui Maxwell. Tot aici apare pentru prima data celebra sa formulă:
{\displaystyle E=mc^{2}\,}. ("Echivalența masă-energie")
Această ecuație exprimă cantitate imensă de energie ascunsă într-un corp și care poate fi eliberată atât în procesul de fisiune cât și în cel de fuziune nucleară, procese care stau la baza funcționării bombei atomice.
Iată câteva din consecințele relativității restrânse:
- "Contracția Lorentz" sau "contracția lungimilor" însoțită de "dilatarea timpului": Micșorarea aparentă a dimensiunilor obiectelor care se deplasează față de observator cu viteze relativiste.
- "Efectul Doppler": În astronomie, constă în micșorarea frecvenței ("deplasarea spre roșu") radiației emise de corpurile cerești îndepărtate ca urmare a expansiunii Universului.
- "Aberația luminii": Imaginea unui obiect în mișcare (cu viteză apropiată de cea a luminii) apare comprimată asemeni unui con cu vârful indicând sensul deplasării
- Masa nu mai este constantă și nici timpul nu se mai scurge cu aceeași viteză, mai ales la viteze foarte mari.

Teoria relativității restrânse aduce o explicație clară celebrului experiment Michelson-Morley (1887) putând fi considerat chiar o generalizare a rezultatelor acestuia.
Einstein a fost primul care a unit mecanica clasică cu electrodinamica lui Maxwell.
Elaborând teoria relativității restrânse, Einstein a spart tiparele unor concepții geniale, clădite cu peste două secole în urmă, de către Isaac Newton în a sa Philosophiae naturalis principia mathematica (1686), dovedind o intuiție și un curaj exemplar. Prin aceasta a fost capabil să ofere o descriere consistentă și corectă a evenimentelor fizice din diverse sisteme de referință inerțiale fără a face presupuneri speciale cu privire la natura materiei sau a radiației, sau a felului cum ele interacționează.

### Teoria relativității generalizate
Teoria relativității restrânse explică fenomenele ondulatorii, eliminând acțiunea instantanee de la distanță. Electrodinamica lui Faraday și Maxwell este compatibilă cu viteza finită de propagare a luminii. Prin generalizarea legilor mecanicii newtoniene și a unor legi ale fizicii, electrodinamica devine relativistă. Dar pentru a pune gravitația in concordanță cu relativitatea a fost nevoie de modificări mult mai profunde ceea ce l-a condus pe Einstein la Teoria relativității generalizate. În această teorie, orice viteză de propagare, inclusiv a gravitației, este finită. Teoria Relativității Generalizate, asociază timpului spațiul legând coordonatele evenimentelor de timp și sudându-le în mod unitar, iar gravitația devine o proprietate a acestui reper spațiu-timp, devenind de fapt o deformare a spațiului și a timpului.
Einstein nu desființează concepția newtoniană, ci o înlocuiește cu una mai extinsă, valabilă pentru viteze apropiate de cea a luminii.
Teoria Relativității Generalizate a revoluționat gândirea științifică prin negarea existenței unui timp absolut, stârnind un ecou uriaș în toată lumea, fiind discutată în contradictoriu în cele mai prestigioase centre științifice ca și în cercuri mondene sau în săli de conferințe pentru marele public. A fost combătută cu vehemență de unii, dându-se dovadă de cunoaștere superficială. Epoca ce a urmat a fost marcată de interesul pentru această teorie, considerată ca răsturnătoare a tuturor legilor mișcărilor și fenomenelor fizice admise ca fundamentale.

### Mecanica statistică
Unul din subiectele tratate în Annus Mirabilis 1905 se referă la mecanica statistică. Aceasta, spre deosebire de mecanica clasică, se ocupă de sisteme cu un număr foarte mare de particule, studiind comportamentul mediu al acestora și reprezintă un domeniu care abia fusese studiat de Ludwig Boltzmann și Josiah Willard Gibbs.

### Teoria gravitației

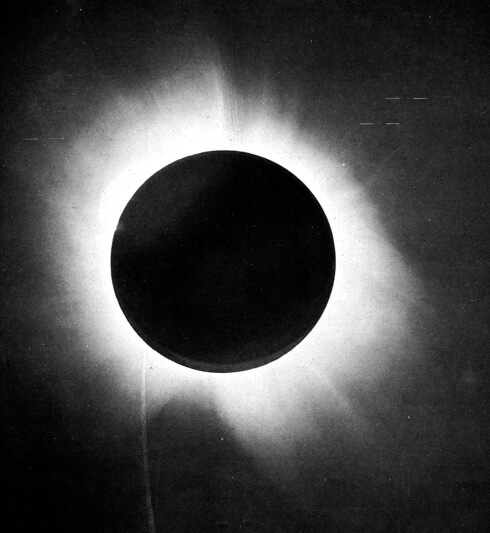
O fotografie din 1919 a eclipsei de Soare, realizată în cadrul expediției lui Arthur Eddington și care demonstrează teoria lui Albert Einstein privind curbarea spațiului în prezența unui câmp gravitațional

Una din consecințele teoriei relativității generalizate o constituie "Curbarea spațiului".
Sesizând asemănarea dintre curbarea traiectoriei unui obiect aflat într-un sistem de referință care se mișcă uniform accelerat și curbarea traiectoriei unui obiect lansat în câmpul gravitațional, Einstein trage concluzia că fasciculele luminoase se curbează când se propagă în vecinătatea unui corp ceresc cu masă foarte mare, de unde reprezentarea mai greu de înțeles, cum că spațiul însuși ar fi curb.
Pentru a-și susține teoria relativității generalizate, Einstein a atras atenția că există fenomene care o confirmă. Astfel, el a afirmat că frecvența undelor luminoase se modifică atunci când acestea parcurg un câmp gravitațional, pentru că orbitele planetelor și sateliților suferă o rotire suplimentară și că razele de lumină sunt deviate de la linia dreaptă în vecinătatea Soarelui.

### Astronomie
Einstein a comis o greșeală colosală, care îi putea ruina cariera. Expediția britanică pentru verificarea teoriei lui Einstein a fost suprinsă de Primul Război Mondial în Germania, ceea ce a făcut-o să eșueze. Asta i-a acordat timp lui Einstein pentru a-și corecta greșeala.
Teoria relativității generalizate a fost confirmată prin diverse observații astronomice. Cea mai importantă dintre ele a fost studierea eclipsei totale de Soare din 29 mai 1919, la care a participat o echipă condusă de astronomul Sir Arthur Stanley Eddington (care avea să devină unul din susținătorii acestei teorii) și care confirmă devierea unghiulară a razelor de lumină în câmpul gravitațional al Soarelui. Aceasta a confirmat, cu o precizie de 10 % efectul Einstein și, o dată cu aceasta, a dovedit experimental justețea teoriei lui Einstein.
Datele oferite de Eddington i-au asigurat gloria lui Einstein, dar marja de eroare a datelor a fost considerabilă și până-n ziua de azi este greu de obținut date relativ corecte despre stelele abia vizibile la marginea unei eclipse solare prin aparate profesionale. Fenomenele de lentilă gravitațională au fost însă observate cu telescopul spațial James Webb, ceea ce a confirmat teoria lui Einstein.
O altă confirmare o constiuie deplasarea spre roșu (către frecvențe mai joase) a liniilor spectrale emise de atomi într-un câmp gravitațional intens: "efectul Einstein", similar efectului Doppler.
Universul configurat de teoriile lui Einstein nu mai este unul cu o metrică euclidiană. Semnificația devierii razelor de lumină în câmpuri gravitaționale intense constă în acel nou model al Universului înzestrat cu un spațiu cvadridimensional.
Contribuțiile lui Einstein determină transformarea rapidă cosmologiei (mai ales în perioada 1920 - 1970) într-o ramură a fizicii.
Astronomii Alexander Friedmann și Georges Lemaître au demonstrat, prin anii 1920, că ecuațiile lui Einstein conduc la ideea unui Univers aflat în plină expansiune. Încercând să obțină modelul unui Univers staționar, Einstein introdusese, în cadrul celebrelor sale ecuații de câmp, o constantă cosmologică. Ulterior, observațiile lui Edwin Hubble au dovedit contrariul. Einstein recunoaște că a săvârșit o mare eroare și acceptă modelul cosmologic al Universului în expansiune, pe care tot el îl preconizase.
Ulterior, pe la jumătatea secolului al XX-lea, se va admite teoria Big Bang ca explicație a formării Universului.

### Teoria unitară a câmpului
Totuși teoria relativității nu este acea teorie fizică universală la care visa autorul ei. Einstein a încercat să creeze o teorie fizică capabilă să lege toate câmpurile fizice care există în realitate (gravitațional, electromagnetic ș.a.) și să furnizeze o explicație cât mai completă și detaliată a imaginii fizice a lumii. El n-a reușit însă să creeze o astfel de teorie.

### Ipoteza fotonică
Efectul fotoelectric constituie unul din domeniile tratate în 1905. Pentru a explica acest fenomen, care infirma caracterul ondulatoriu al luminii, Einstein explică mecanismul emisiei de electroni utilizând ideile recente ale lui Max Planck, folosind termenul de "cuantă" (pachet de energie). Pentru această lucrare, Einstein va primi Premiul Nobel pentru Fizică. Asta înseamnă că Einstein a primit premiul Nobel nu pentru teoria relativității, ci în calitate de părinte al mecanicii cuantice.
Einstein emite o ipoteză revoluționară asupra naturii luminii, afirmând că, în anumite circumstanțe determinate, radiația electromagnetică are o natură corpusculară (materială), sugerând că energia transportată de fiecare particulă a razei luminoase, pentru care a introdus denumirea de foton, ar fi proporțională cu frecvența acelei radiații. De fapt, primul care a demonstrat teoretic că radiația electromagnetică este emisă în cantități precis determinate (cuante) a fost Max Planck care, în anul 1900, a descris matematic așa-numita radiație a corpului negru.
Această ipoteză contrazicea o tradiție de un secol (este vorba de teoria electromagnetică a lui Maxwell), care consideră emiterea energiei luminoase ca pe un proces continuu. Aproape nimeni nu a acceptat teoria lui Einstein. Fizicianul american Robert Andrews Millikan, care a confirmat experimental teoria un deceniu mai târziu, a fost el însuși descumpănit de rezultat.
Einstein, a cărui principala preocupare era să înțeleagă natura radiației electromagnetice, a urgentat ulterior dezvoltarea unei teorii care să reflecte dualismul particulă - undă a luminii.

### Mișcarea browniană
Într-unul din articolele publicate în 1905, cu titlul "Mișcarea Browniană", a făcut predicții semnificative asupra teoriei emise de botanistul englez Robert Brown privind mișcarea aleatoare a particulelor suspendate într-un fluid. Aceste previziuni au fost confirmate experimental.

### Ecuațiile lui Einstein
Forma matematică prin care teoria relativității generalizate descrie forța de gravitație o constituie un sistem de zece ecuații numite ecuațiile de câmp Einstein.
Acestea au fost descoperite concomitent de Einstein și de matematicianul german David Hilbert (1862 - 1943) în anul 1915. Între cei doi savanți a avut loc un schimb de idei, care a condus la forma finală a ecuațiilor de câmp ale Relativității Generalizate.

### Statistica Bose-Einstein
În 1924, Einstein primește, din partea fizicianului indian Satyendra Nath Bose, o descriere a unui model statistic prin care lumina putea fi asimilată unui gaz. Einstein publică acest rezultat, la care ulterior adaugă și contribuțiile sale, la revista Zeitschrift für Physik.
Toate acestea conduc la descrierea fenomenului ce apare la temperaturi scăzute, denumit condensatul Bose-Einstein și obținut în laborator abia în 1995.
Statistica Bose-Einstein mai este utilizată și pentru explicare comportamentului bosonilor.

### Modelul Schrödinger
Einstein propune fizicianului Erwin Schrödinger o aplicație a teoriei lui Max Planck prin a considera nivelul energetic al unui gaz privit ca un întreg, fără a lua în considerare fiecare moleculă componentă. Utilizând distribuția Boltzmann, Schrödinger descrie proprietățile "gazului ideal semiclasic".

### Efectul Einstein - de-Haas
În 1915, Einstein efectuează, împreună cu fizicianul olandez Wander Johannes de Haas, un experiment prin care să pună în evidență comportamentul giromagnetic al electronului.
Astfel s-a demonstrat că feromagnetismul se datorează impulsului unghiular intrinsec al electronului, denumit ulterior spin.

### Girocompasul
Einstein a adus îmbunătățiri girocompasului introducând suspensia electrodinamică a giroscopului.
De asemenea, Einstein a moderat, ca expert, disputa dintre Hermann Anschütz-Kaempfe și Elmer Ambrose Sperry în privința patentării girocompasului. În cele din urmă, primul dintre ei a obținut dreptul de autor în 1915.

### Frigiderul Einstein

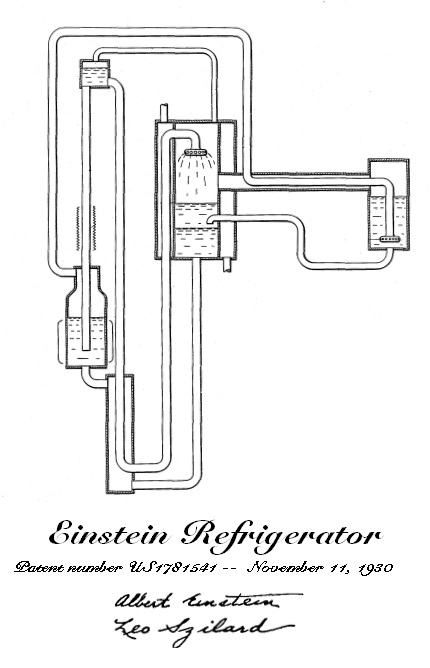
Refrigeratorul Einstein

În urma unui accident datorat agentului de răcire din acea perioadă, care era toxic, Einstein și colegul său, Leó Szilárd au experimentat cu alte tipuri de substanțe, mai puțin periculoase. 

Descoperirea lor a fost patentată pe 11 noiembrie 1930, dar nu a avut prea mare succes deoarece între timp, în 1929, a fost introdus freonul ca agent de răcire.

### Laserul
În 1916, Einstein publică un articol în Physikalische Zeitschrift în care, bazat pe consecințele legilor radiației lui Max Planck, preconizează pricipiile de funcționare ale laserului. În această lucrare introduce conceptele de emisie spontană și emisie stimulată.

### Difuzia luminii
În 1910, Einstein a scris o lucrare despre "opalescența critică" în care tratează efectul de difuzie al luminii în atmosferă. Este vorba de acel fenomen explicat și de John W. S. Rayleigh, conform căruia bolta cerească se vede albăstruie în timpul zilei și roșcată la crepuscul.

### Colaborări
Împreună cu Conrad Habicht și Maurice Solovine, Einstein înființează „Akademie Olympia”, unde studiile și lecturile includeau pe Henri Poincaré, Ernst Mach și, David Hume, autori care au avut o puternică influență științifică și filozofică asupra lui Einstein.
De asemenea, el participă activ la viața științifică internațională.
- 1911: La Bruxelles are loc prima ședință a Conferinței Solvay a fizicienilor. Einstein, care avea 32 de ani, constată cu surprindere că este cel mai tânăr dintre invitați;
- 5 mai 1921: Einstein este ales membru străin al Royal Society;
- 1921: Ține cursuri la Princeton University asupra Teoriei Relativității;
- 1922: Cursuri în Japonia și China;
- 1923: Cursuri inaugurale la viitoarea locație a Universității Ebraice din Ierusalim (The Hebrew University);
- 1927: La a cincea Conferință Solvay, discută cu Niels Bohr și pune bazele mecanicii cuantice.

## Angajament politico-social

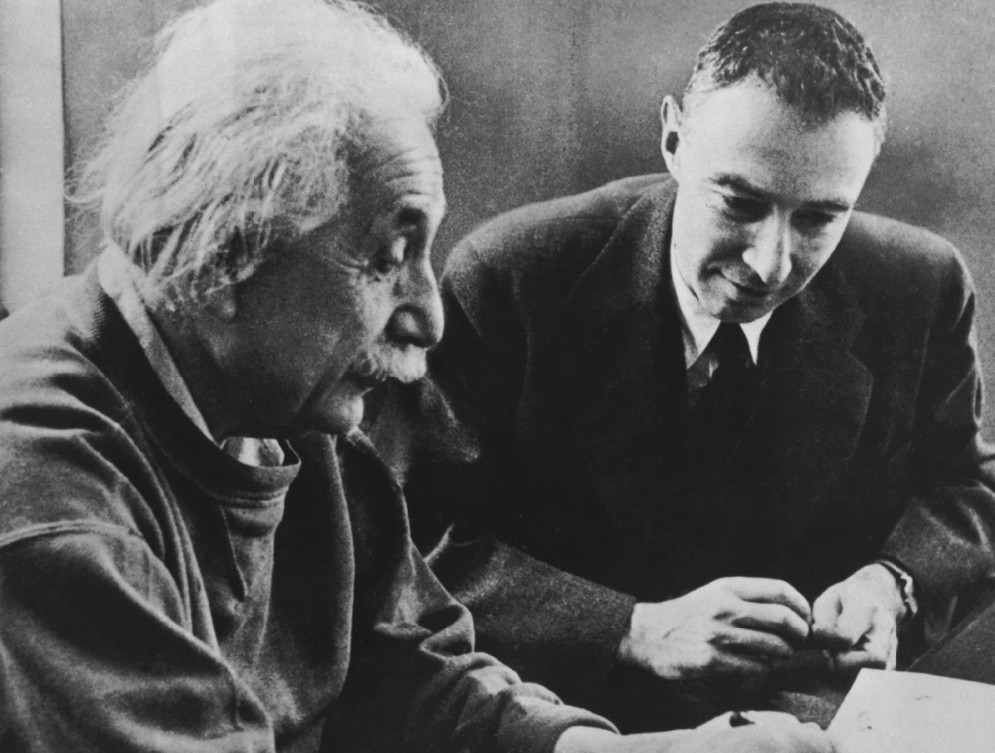
Einstein și Oppenheimer.

După 1919, în urma observațiilor astronomice ale eclipsei din 1919, Einstein devine tot mai cunoscut pe plan mondial și, 1919 articolele elogioase din The Times și The New York Times îl fac tot mai cunoscut pe plan mondial. În același an, 1919, Einstein poartă o discuție asupra sionismului cu Kurt Blumenfeld, lider al Organizației Sioniste Mondiale. Vizitele sale în orice parte a Terrei au devenit evenimente naționale; fotografii și reporterii îl urmăreau peste tot.
Einstein și-a folosit renumele pentru a-și propaga propriile sale vederi politice și sociale.
Cele două mișcări sociale care au primit întregul său sprijin au fost pacifismul și sionismul.
Astfel în 1919, alături de Maksim Gorki, Henri Barbusse și Rabindranath Tagore, semnează o proclamație pentru libertatea omului.
În timpul Primului Război Mondial a fost unul din puținii savanți germani care au condamnat public implicarea Germaniei în război. Astfel, chiar în anul declanșării războiului, 1914, Einstein semnează o proclamație împotriva acestuia, Manifest către europeni. În anul următor, 1915, aderă la mișcarea pacifistă "New Fatherland League".
La încheierea marii conflagrații mondiale, în 1918, Einstein susține cauza Republicii de la Weimar.
În 1923 vizitează Palestina, pe atunci sub mandat britanic, unde este primit de guvernator și în coloniile evreiești. Pe Muntele Scopus inaugurează Universitatea Ebraică din Ierusalim, un vis mai vechi la materializarea căruia a contribuit personal prin strângeri de fonduri; savantul o vedea ca instituție deschisă tuturor evreilor care în Europa erau respinși de naționalismul endemic pe motive etnico-religioase și, care în opinia lui,  ar deveni cea mai mare realizare în Palestina după distrugerea Templului din Ierusalim. Împlinirea visului einsteinian de a vedea Universitatea creată, este însă umbrită de faptul că în fruntea așezământului este pus un rabin; ca reacție Einstein refuză să predea acolo, considerând ca instituția trebuie să rămână un loc de cercetare liber..
Einstein a fost ținta unor numeroase atacuri antisemite în Germania. Chiar și teoriile sale științifice au fost ridiculizate în public, inclusiv Teoria relativității ca fiind "negermane".
Cu venirea lui Hitler la putere în 1933, Einstein, care se afla în vizită în USA s-a decis imediat să emigreze. A primit o funcție la Institute for Advanced Study, în Princeton, New Jersey.
Einstein a regretat profund faptul că descoperirile sale au fost utilizate pentru crearea bombei atomice, avertizând cu privire la pericolele pe care le prezintă armele nucleare.
Din acest motiv s-a implicat nu numai în promovarea sionismului, ci și în mișcarea pentru pace.
Astfel că în 1933 publică scrierea-manifest Why War? ("De ce război?").
În 1934 publică colecția de eseuri The World As I See It („Lumea așa cum o văd").
În fața imensei amenințări la adresa umanității venită din partea regimului nazist din Germania, Einstein renunță la poziția sa pacifistă și, în 1939, îndemnat de alți numeroși fizicieni, trimite celebra scrisoare către președintele Americii Franklin Delano Roosevelt, insistând asupra necesității producerii bombei atomice, întrucât exista posibilitatea ca și guvernul german să urmeze această cale. Scrisoarea lui Einstein a ajutat la grăbirea eforturilor pentru obținerea bombei atomice în Statele Unite și în 1944 se inițiază Proiectul Manhattan de cercetare în domeniul atomic. Einstein nu a avut nici un rol direct sau personal în fabricarea acesteia.
În 1944, manuscrisele celebrelor sale lucrări scrise în 1905 privind Teoria Relativității sunt vândute la licitație, în Kansas City, pentru 6 milioane de dolari, ca o contribuție pentru efortul de război american.
În 1945, Einstein își manifestă indignarea față de bombardarea orașelor Hiroshima și Nagasaki.
După război, Einstein s-a angajat pentru cauza dezarmării internaționale și a unei guvernări mondiale.
În 1948, Einstein, suporter activ al sionismului, salută cu entuziasm crearea statului Israel dar, patru ani mai târziu, în 1952, când David Ben-Gurion îi oferă președinția statului Israel, el o refuză.
În 1955, Einstein semnează împreună cu Bertrand Russel, o proclamație împotriva amenințării nucleare.

### Cetățenia

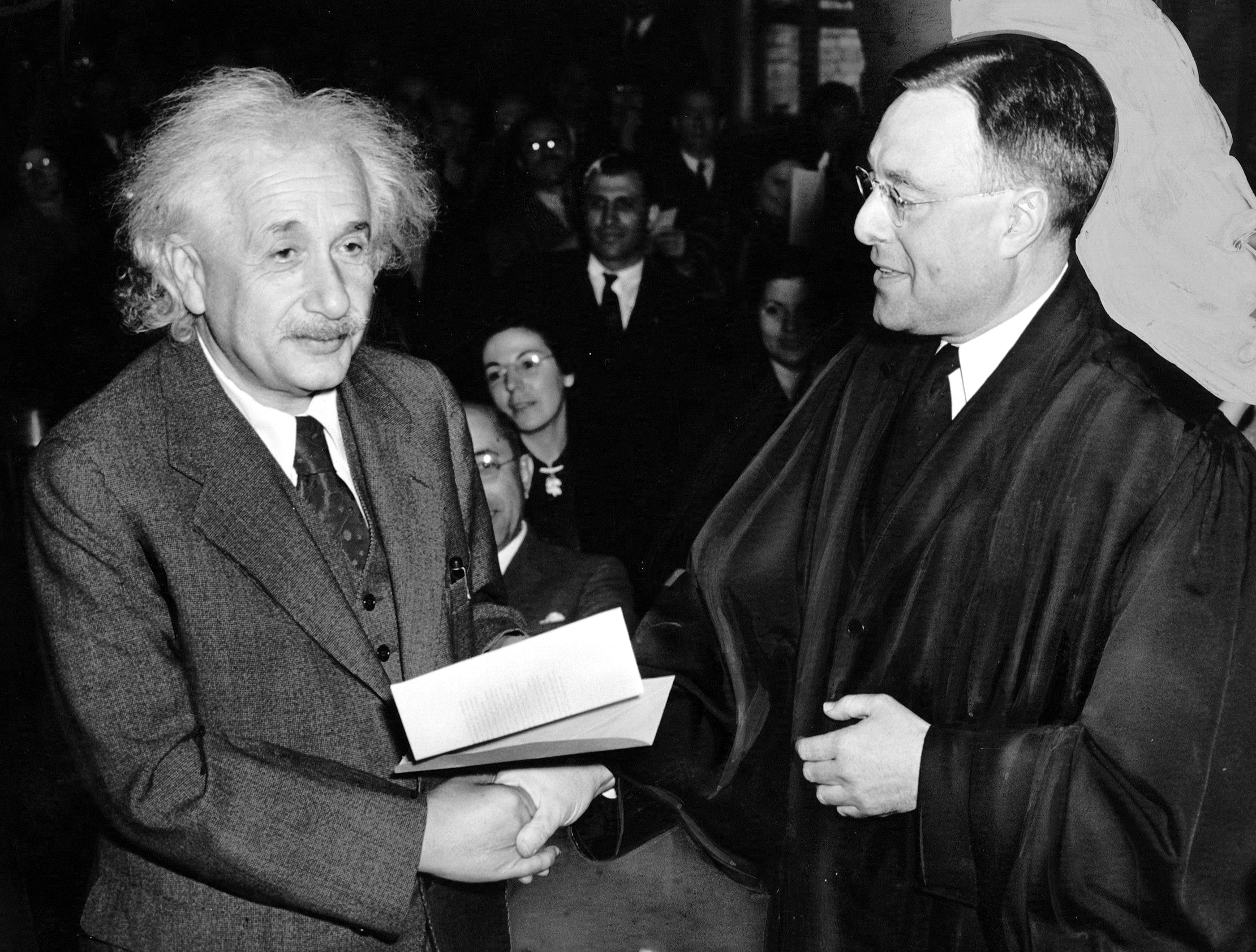
Einstein primind actul de cetățenie americană din partea lui Phillip Forman

De-a lungul vieții sale, fie forțat de împrejurări, fie pentru a-și atinge anumite deziderate, Einstein și-a schimbat cetățenia în mai multe rânduri:
- 14 martie 1879: cetățenie germană în momentul nașterii la Ulm (Baden-Wurtenberg)
- 28 ianuarie 1896: Pentru a evita serviciul militar, renunță la cetățenia germană (cu aprobarea tatălui)
- timp de 5 ani este apatrid
- 21 februarie 1901: I se acordă cetățenia elvețiană pe care o pastrează până la sfârșitul vieții
- 1 aprilie 1911 - 30 septembrie 1912: perioada când deține funcția de șef al Catedrei de Fizică teoretică la Universitatea Germană din Praga este asociata cu obținerea cetățeniei austriece
- aprilie 1914 - martie 1933: deține cetățenia germană, o dată cu deținerea funcțiilor de membru (cu drepturi depline) al Academiei Prusace de Științe și de profesor la Universitatea din Berlin până când, intrând în conflict cu noua putere nazistă, este nevoit sa părăsească Germania, pierzând cetățenia acestui stat
- 1933 - 1940: cetățenie elvețiană
- 1 octombrie 1940: Pe langă cetățenia elvețiană, o dobândește și pe cea americană.

## Concepții privind religia
Concepțiile religioase ale marelui savant sunt bazate pe cercetarea naturii:
„Cred în acel Dumnezeu al lui Spinoza, care se manifestă prin armonia legilor universului, nu într-unul care se ocupă cu destinele și faptele omenirii.”
Mai precis, Spinoza considera că Dumnezeu este un alt nume pentru natură. Deci, adorația lui Einstein se referea la natură, pe care panteiștii o numesc Dumnezeu.
Către sfârșitul vieții, într-o scrisoare adresată filozofului Eric Gutkind și datată pe 3 ianuarie 1954, marele fizician afirmă:
„Cuvântul « dumnezeu » nu este nimic altceva pentru mine decât expresia și produsul slăbiciunii umane, Biblia este o colecție de legende onorabile, dar primitive, care sunt, în orice caz, destul de copilărești. Niciun fel de interpretare, indiferent cât de subtilă, nu-mi poate schimba opinia.”
Religiozitatea nedefinită a marelui savant se referă mai degrabă la admirația pe care acesta o nutrește față de structura lumii, care se revelează treptat cu ajutorul științei. În 1926, într-o scrisoare adresată fizicianului Max Born, Einstein, referindu-se la principiul incertitudinii, scria: „Eu, în orice caz, sunt convins că El nu se joacă cu zarurile.”
„Dacă există ceva religios în mine, aceasta este admirația fără limite față de structura lumii atât cât ne-o poate dezvălui știința.”
Einstein a scris teologie a religiei cosmice, în care descifrarea rațională a enigmelor naturii este un act religios. Astfel „Știința fără religie este șchioapă, religia fără știință este oarbă” înseamnă că religia lui Einstein este chiar știința. Pentru Einstein Dumnezeu și natura sunt același lucru. Religia și filosofia sa constituiau un tot unitar cu contribuțiile sale științifice.

## Concepții privind comportamentul etic
Einstein credea că moralitatea nu a fost dictată de Dumnezeu, ci de umanitate:
„Eu nu cred în imoralitatea individuală și consider etica ca o preocupare exclusiv umană deasupra căreia nu există nici o autoritate superioară.”
În ultima parte a vieții sale, Einstein a urmat o dietă vegetariană. Potrivit lui Einstein, vegetarianismul a avut o mare importanță pentru umanitate, așa cum se vede din următorul citat pe această temă:
„Nimic nu crește șansa de supraviețuire (a umanității) pe Pământ mai mult decât dieta vegetariană. (... ) Cu influența sa fizică asupra comportamentului uman, stilul de viață vegetarian ar putea influența în mod pozitiv soarta omenirii.”
Conform lui, evreii cred în liber arbitru, dar el, fiind determinist, nu împărtășea această credință, considerându-se un fel de ne-evreu din acest motiv. Einstein afirma: „Cred ca Schopenhauer: putem face ce voim, dar putem voi doar ce trebuie să voim.” El declara: „Practic, sunt, totuși, obligat să acționez ca și cum ar exista libertatea voinței. Dacă vreau să trăiesc într-o comunitate civilizată, trebuie să mă comport ca și cum omul ar fi o ființă responsabilă.”
Ca bun determinist ce era, nega că ar fi avut vreun merit personal cu privire la descoperirile sale științifice, totul fiind predeterminat în mod misterios, de la o simplă legumă la stea.

## Recompense, distincții și aprecieri
Cea mai importantă apreciere a contribuției sale în domeniul științei o constituie Premiul Nobel pentru Fizică (1921).
Motivația juriului Nobel:
"Pentru serviciul oferit Fizicii teoretice și în special pentru descoperirea legii efectului fotoelectric".
Fizicianul german Max Born consideră teoria relativității ca fiind cea mai mare realizare a minții umane în ceea ce privește concepțiile asupra Universului.
Fizicianul P. A. M. Dirac numește teoria relativității "cea mai mare descoperire științifică realizată vreodată".
În 1999, ziarul Time îl denumește "personalitatea secolului".
În Germania, Ministeriul pentru Educație și Cercetare (Bundesministerium für Bildung und Forschung) a declarat "Anul Fizicii 2005" ca "Anul Einstein": s-au împlinit 100 de ani de la lansarea teoriei relativității și 50 de ani de la moarte și au avut loc o serie de manifestări științifice și de popularizare a teoriilor sale.
În cinstea sa, elementul cu numărul de ordine 99 în sistemul periodic al elementelor a fost numit Einsteiniu.
De asemenea, un crater lunar îi poartă numele.
În 1912, Einstein este admis ca membru al Academiei de Științe din Berlin.
Venerat de comunitatea oamenilor de știință, Einstein a fost considerat omul secolului, iar numele său este asociat, în cultura comună, cu ideea de geniu.

## Viața de familie

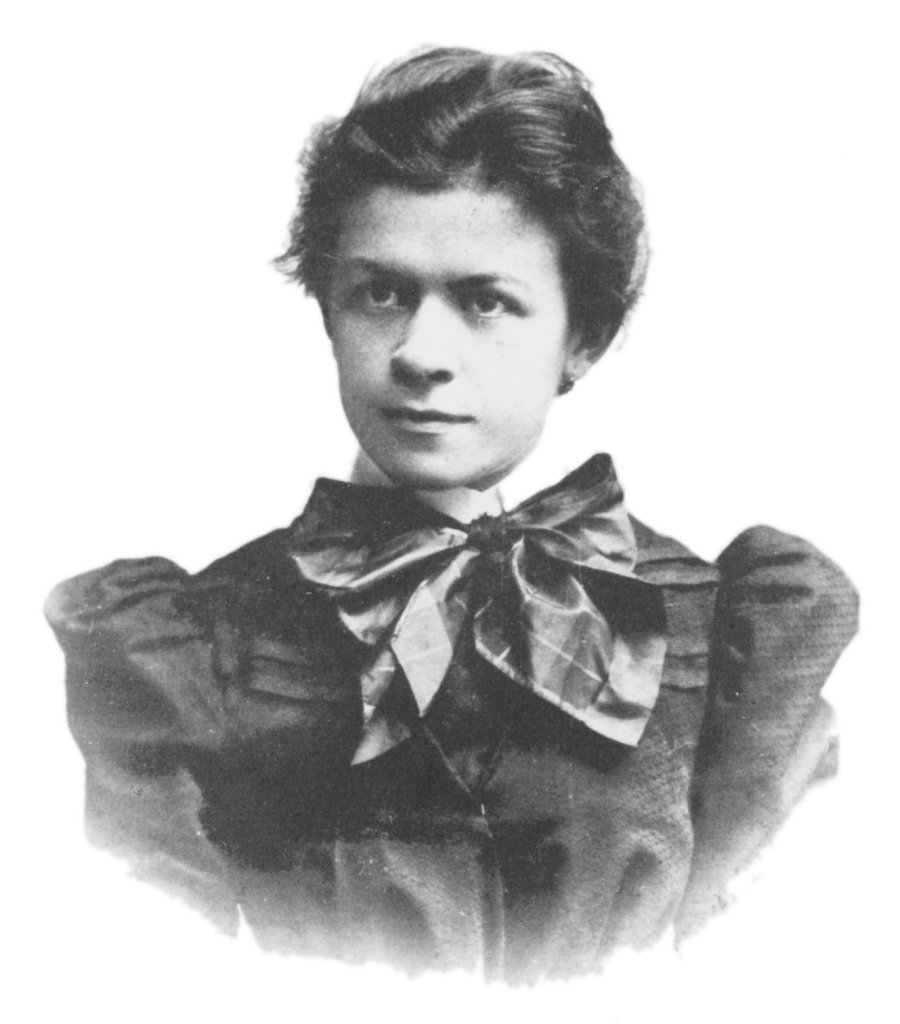
Mileva Marić, prima soție

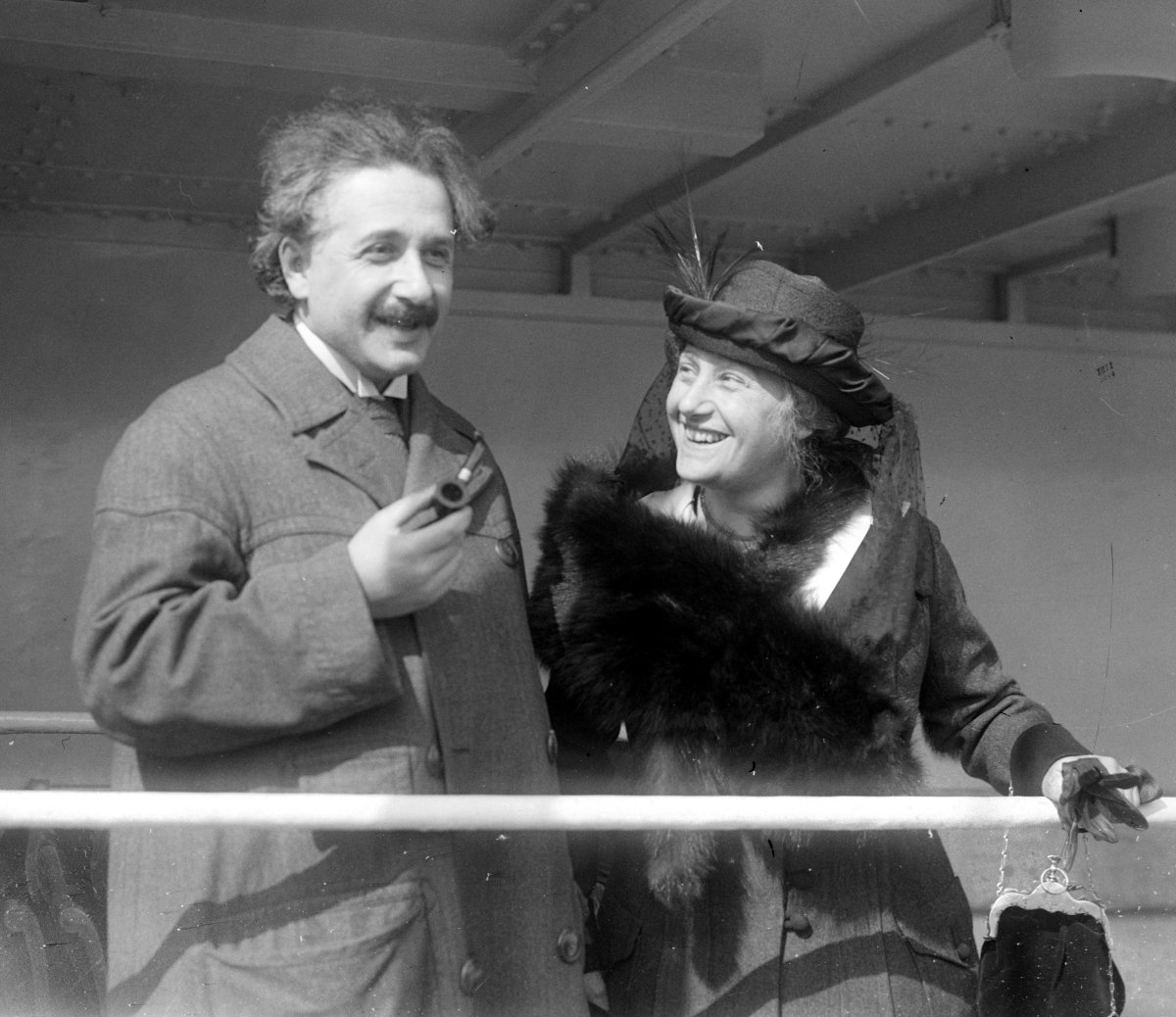
Einstein împreună cu a doua soție, Elsa

În 1903 s-a căsătorit cu sârboaica Mileva Marić, care îi fusese colegă la Politehnica din Zurich ETH. Aceasta fusese studentă la matematică iar Einstein o cunoscuse încă din 1898. Au avut trei copii, o fată, Lieserl (n. 1902), și doi băieți, Hans Albert (n. 1904) și Eduard (1910).
În 1914 cei doi se despart. Einstein se mută la Berlin, iar Mileva și copiii rămân la Zürich.
După unii autori, Mileva l-ar fi ajutat pe Einstein în munca sa de cercetare științifică.
În 1919 încheie divorțul cu prima soție și se căsătorește cu o verișoară, Elsa, cu care a trăit până la moartea acesteia, în 1936.

## Controverse

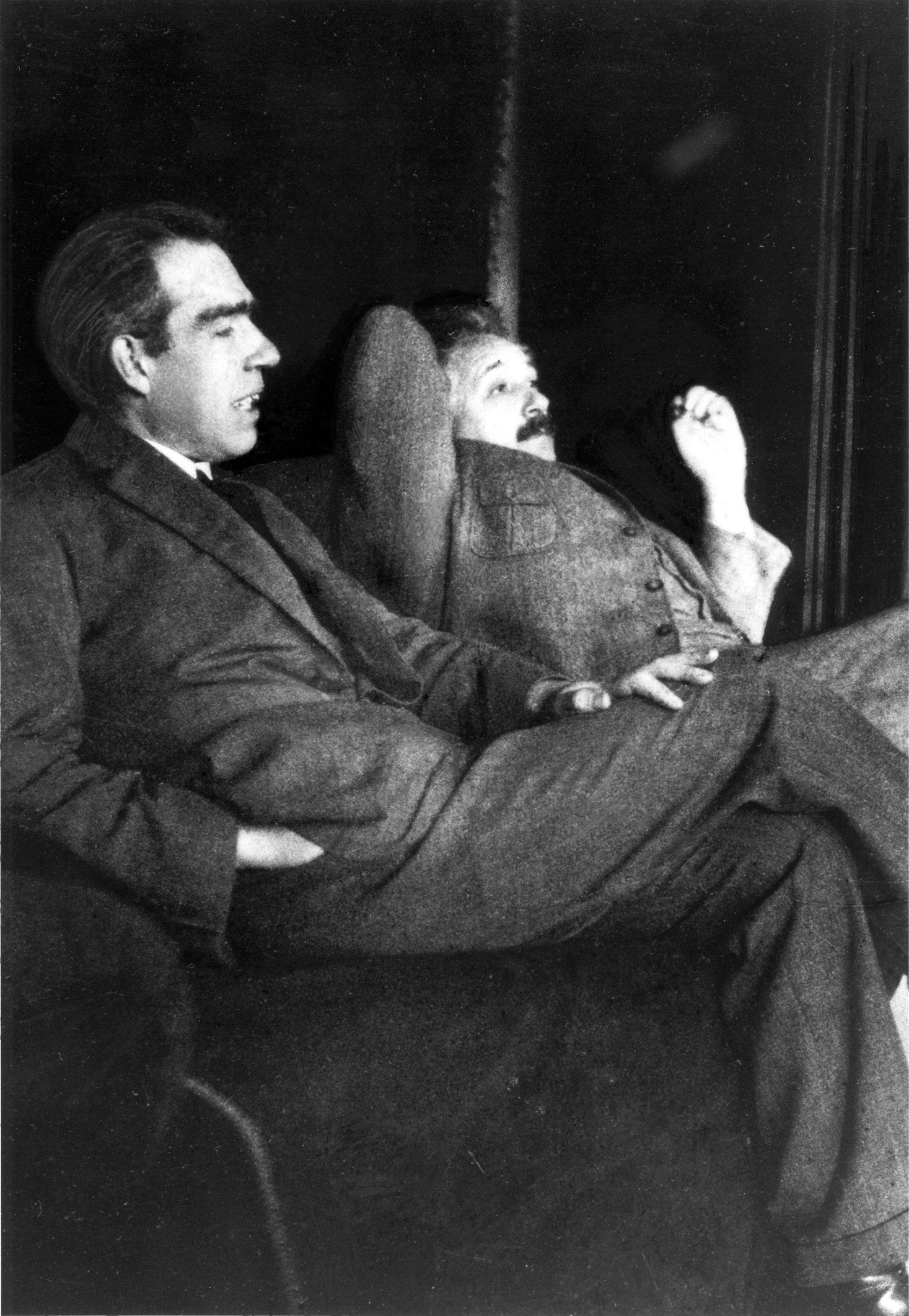
Einstein discutând cu Niels Bohr

Teoriile lui Einstein au fost greu de înțeles, deoarece utilizau concepte foarte abstracte și aduceau o noutate în gândirea științifică. Acestea au stârnit controverse și discuții, ca în cazul teoriilor lui Darwin.

### Bohr versus Einstein
O altă dispută pe scena lumii științifice a acelei perioade a constituit-o controversa dintre Einstein și Niels Bohr legată de mecanica cuantică.
Deși teoria cuantelor constituia una din consecințele imediate ale contribuțiilor sale științifice, Einstein nu a fost niciodată de acord cu interpretarea de la Copenhaga adusă acestei teorii de către Bohr și Werner Heisenberg, cea mai populară interpretare a mecanicii cuantice, dar nici pe departe singura ei interpretare.
Einstein a purtat discuții aprinse cu marele fizician Niels Bohr în legătură cu principiul de nedeterminare, ce ar rezulta din caracterul probabilistic al descrierilor matematice din mecanica cuantică.
În 1926, într-o scrisoare adresată fizicianului Max Born, Einstein, referindu-se la principiul incertitudinii, scria: "Sunt pe deplin convins că El [Dumnezeu] nu se joacă cu zarurile".
În 1935, împreună cu Boris Podolski și Nathan Rosen, Einstein a publicat un document, cunoscut mai târziu sub numele Paradoxul Einstein - Podolski - Rosen, prin care se arăta că întregul formalism al mecanicii cuantice, împreună cu ceea ce ei au numit criteriul realității, implică faptul că teoria cuantică nu poate fi completă. Cu alte cuvinte, există zone ale realității care nu pot fi descrise de mecanica cuantică, concluzie care conduce la rezultate paradoxale.
Polemica a durat mulți ani; de fapt Einstein s-a stins din viață fără să accepte indeterminismul din teoria cuantică, ceea ce nu e chiar o vină. Refuzul lui de a accepta indeterminismul este considerat o greșeală în știința mainstream, cu specificarea că asta nu e o certitudine absolută, ci doar o opinie care explică cel mai bine datele experimentale de care dispunem până acum.

### Planck versus Einstein
Fizicianul Max Planck a fost printre primii care au recunoscut valoarea Teoriei relativității.
Planck și Einstein s-au cunoscut în 1909 și, deși erau oameni foarte diferiți, între ei s-a menținut o îndelungată relație de prietenie, motivată mai ales de faptul că aveau un interes comun: fizica. În ceea ce privește politica, Planck era un conservator și susținea cu fermitate politica militaristă a Germaniei anului 1914, în timp ce Einstein se opunea acesteia. În 1933, când Einstein, forțat de naziști, a părăsit Germania, Planck i-a reproșat lipsa de patriotism și de încredere în propria țară.

### Uniunea Sovietică și Germania Nazistă
Fizicianul sovietic Serghei Ivanovici Vavilov, devenit ulterior membru al Sovietului Suprem și președinte al Academiei de Științe a URSS, a motivat că teoria relativității reprezintă trimuful materialismului dialectic contra concepției idealiste despre spațiu și timp.
Ideologii nazismului din Germania au fost și ei de aceeași părere, susținând că teoria relativității este indisolubil legată de materialism și marxism. Cel mai notabil dintre ei a fost Philipp Lenard, care câștigase Premiul Nobel în 1905. Lenard devenise șeful Deutsche Physik („fizica ariană”), filosofie a științei care respingea contribuțiile lui Einstein și ale altor fizicieni evrei drept „fizică evreiască”. El nu i-a iertat niciodată lui Einstein faptul că a descoperit mecanismul efectului fotoelectric, pe care Lenard îl detectase experimental, dar nu putuse să-l explice teoretic.
Marxiștii nu au fost însă unanimi: Arkady Klimentievici Timiryazev⁠(en)[traduceți] și Aleksandr Nikolayevici Maksimov⁠(en)[traduceți] l-au acuzat pe Einstein de a predica „fantezii idealiste”. Ei aveau două motive pentru asta: admirația pentru Isaac Newton drept ctitor al materialismului și condamnarea lui Ernst Mach de către Lenin, devenită pe vremea lor linia oficială a Uniunii Sovietice. Teoria lui Einstein era problematică pentru ei pentru că-l ataca pe Newton și părea să pornească direct din filosofia lui Mach, considerată reacționară.

## Moartea
Din cauza unei boli netratate de o lungă perioadă de timp și refuzului de a i se efectua o intervenție chirurgicală asupra arterelor cardiace, Einstein se stinge din viață în 1955 în urma unui atac de cord.
Conform dorinței sale, marele savant a fost incinerat, iar cenușa a fost aruncată într-un râu necunoscut din New Jersey.
Înaintea incinerării, patologul Spitalului Princeton, Thomas Stoltz Harvey i-a scos creierul, pentru a fi păstrat, fără permisiunea familiei, în speranța că în viitor se va descoperi ce l-a făcut pe Einstein atât de inteligent.